# Dorothea Macheiner
Dorothea Macheiner (* 21. März 1943 als Dorothea Hummelbrunner in  Linz) ist eine österreichische Schriftstellerin.

## Leben
Dorothea Macheiner wuchs in Steinbach am Attersee auf. Sie besuchte das Realgymnasium in Vöcklabruck und studierte im Anschluss Theologie und Germanistik in Salzburg und Innsbruck Magisters der Theologie. 
Von 1978 bis 1989 schrieb Dorothea Macheiner zehn Hörspiele, die im In- und Ausland gesendet wurden. Sie erhielt u. a. 1978  sowie 1989 ein Staatsstipendium für Literatur in Österreich, 1985 und 2006 ein Jahresstipendium der Literar-Mechana, 1989 ein Rom-Stipendium des Österreichischen Bundesministeriums für Unterricht, Kunst und Sport sowie 1990 ein Förderungsstipendium der Stadt Salzburg. Dorothea Macheiner lebt als freie Autorin in Salzburg und Wien.
Sie ist Verwalterin des literarischen Nachlasses des Osttiroler Schriftstellers Gerold Foidl.
Dorothea Macheiner ist Mitglied des Österreichischen P.E.N. Clubs, des Österreichischen Schriftstellerverbandes (ÖSV) und der IG Autorinnen Autoren. 

## Werke
- Splitter, Baden bei Wien 1981
- Puppenspiele, Frankfurt am Main u. a. 1982
- Das Jahr der weisen Affen, Wien 1988
- Sonnenskarabäus, Wien 1993
- Nixenfall, Wien 1996
- Yvonne, Wien 2001
- Ravenna, Rom, Damaskus ..., Wien 2004
- Stimmen, Gosau u. a. 2006
- Sinai, Gosau 2009
- Fra Jean. Eine Vermutung, Maria Enzersdorf 2009
- Der Kopf des Großmeisters. Wer war Fra Jean de Valette?, Maria Enzersdorf 2011
- PODIUM portrait: Dorothea Macheiner, Wien 2013
- Djerba, la douce. ROMMEL. STILLE, Wien 2014, ISBN 978-3-85409-719-8.
- Bei gleichzeitigem Verschwinden. Zwei ineinander verschlungene Essays. Edition Roesner, Krems 2016. ISBN 978-3-903059-15-3.